# Санто-Стефано-ді-Камастра
Санто-Стефано-ді-Камастра (італ. Santo Stefano di Camastra, сиц. Santu Stèfanu di Camastra) — муніципалітет в Італії, у регіоні Сицилія,  метрополійне місто Мессіна.
Санто-Стефано-ді-Камастра розташоване на відстані близько 460 км на південь від Рима, 90 км на схід від Палермо, 110 км на захід від Мессіни.
Населення — 4712 осіб (2014).
Щорічний фестиваль відбувається 6 грудня. Покровитель — святий Миколай.

## Демографія
Населення за роками:

Станом на 1 січня 2023 року в муніципалітеті офіційно проживали 202 іноземці з 18 країн, серед них 133 громадяни країн Євросоюзу.

## Сусідні муніципалітети
- Каронія
- Містретта
- Реїтано